# Мартин I (король Сицилии)
Мартин I (исп. Martín I de Sicilia) прозванный «Младшим» (1374 год или 1376 год — 25 июля 1409) — король Сицилии с 1390 года. Мартин был сыном Мартина-старшего, будущего короля Арагона.

## Биография
В 1389, 1390 или 1392 году он женился на Марии Сицилийской. В 1392 году он вместе с Марией прибыл на Сицилию во главе войска и разбил мятежных баронов. В 1394 году у Мартина и Марии родился сын Педро, умерший в 1400 году.
Мартин правил Сицилией вместе с Марией до её смерти в Лентини 25 мая 1401 (или 1402) года. После этого он отверг договор 1372 года (по которому Сицилия безоговорочно закреплялась за потомками Федериго II) и стал править страной сам, в одиночку.
Педро — сын Мартина и Марии — умер во младенчестве в 1400 году, и это создало проблемы для Мартина, ибо он правил Сицилией потому, что право на это имела его жена. В соответствии с последней волей Федериго III, в случае, если у Марии не остаётся законного наследника, наследником назначался его незаконный сын Вильям Арагонский, граф Мальты. Однако Вильям умер в 1380 году, а его дочь Жоана Арагонская вышла замуж за сицилийского дворянина Пьетро ди Джоени. Жоана не стала предъявлять права на престол, и Мартин стал законным королём.
После смерти Марии Мартин в 1402 году женился (21 мая — через представителя, в Катании, а 26 декабря — лично) на Бланке, будущей королеве Наварры из династии Эврё. В 1403 году у них родился сын Мартин, который умер в 1407 году. В результате после двух браков у Мартина остался только незаконный сын — Фадрик.
Со времён правления Хайме II Арагон пытался покорить Сардинию, и постепенно завоевал почти весь остров. Однако в 1380-х, во время правления Педро IV, оставшееся независимым владение Арборея стало оплотом сопротивления, и Элеонора Арборийская быстро очистила от арагонцев почти весь остров.
Мартин-старший, будучи в то время уже королём Арагона, отправил Мартина, своего сына, вновь завоевать Сардинию. Перед своей смертью в 1409 году Мартин-младший выиграл битву у Санлури, выбив с острова союзников сардинцев — генуэзцев, и пленив огромное число знатных сардинцев. Это привело к утрате независимости Сардинией. Вскоре после этого он умер.
В связи с тем, что после смерти Мартина-младшего у него не осталось законных наследников, Королевство Сицилия было унаследовано его отцом, королём Арагона Мартином I, который стал править Сицилией под именем Мартин II.